# Sebastião José de Carvalho e Melo
Sebastião José de Carvalho e Melo, conde (hrabě) de Oeiras, od roku 1769 markýz de Pombal (13. května 1699 Lisabon – 8. května 1782 Pombal) byl prvním ministrem Portugalska v době vlády krále Josefa I. Vedl také přestavbu Lisabonu po zničujícím zemětřesení 1. listopadu 1755.
Svou politikou osvícenského absolutismu usiloval o celkovou modernizaci a ekonomický rozvoj země. Zároveň centralizoval moc ve svých rukou, omezoval dosavadní postavení církve a vysoké šlechty a tvrdě potíral odpor.

## Původ a vzestup
Sebastião José de Carvalho se narodil jako syn venkovského šlechtice, který vlastnil majetek v regionu kolem města Leiria. Studoval na univerzitě v Coimbře a poté krátce sloužil v armádě. Jeho ženou se stala Teresa de Mendonça e Almada (1689–1737), neteř vévody z Arcos. Budoucího markýze Pombala si však vzala za ostrého nesouhlasu své rodiny, která učinila život v Lisabonu pro mladý pár nesnesitelný. Manželé proto začali žít blízko města Pombal, kde vlastnila majetky Sebastiãova matka.
Do první veřejné funkce byl ustanoven v roce 1738, kdy se stal portugalským velvyslancem v Království Velké Británie. Od roku 1745 zastával obdobnou funkci u rakouského dvora ve Vídni. Jeho první žena předtím zemřela; jeho druhou manželkou se stala Maria Leonora Daun, dcera rakouského
vojevůdce hraběte Leopolda Dauna.

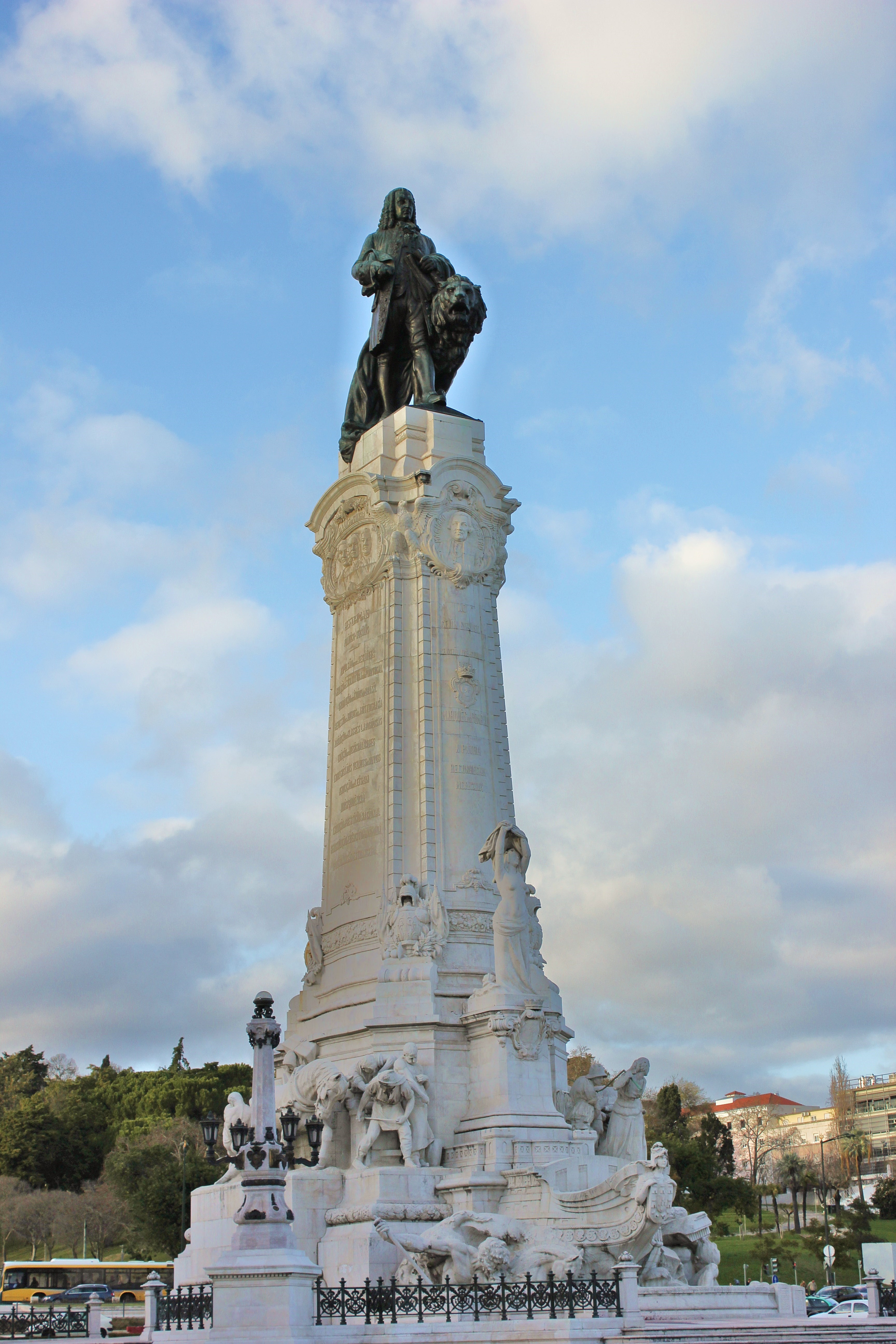
Památník markýze Pombala na stejnojmenném náměstí v Lisabonu

Portugalský král Josef I. jmenoval Sebastiãa de Carvalho 2. srpna 1750 ministrem zahraničí. Carvalho se ovšem z této pozice uplatnil i ve vnitřní politice. Zahájil sérii dalekosáhlých změn, které v následující letech proměnily portugalskou společnost. Jejich cílem byl ekonomický vzestup země, ale také omezení silného vlivu církve i potlačení výsadního postavení tradiční portugalské aristokracie, pro kterou byl Carvalho coby bezvýznamný provinční šlechtic „mužem bez historie“. Jak rostla panovníkova důvěra v něj, rostla i ministrova moc. Vláda se snažila podněcovat místní podnikání, narážela však na slabou podnikavost šlechty, tyto snahy navíc brzdila i církev.

## Zemětřesení v roce 1755
Dne 1. listopadu 1755 zasáhla zemi největší katastrofa portugalské historie. O půl desáté hodině dopoledne, kdy bylo mnoho lidí na svátek Všech svatých v kostelích, nastalo v Lisabonu krátké, ale ničivé zemětřesení, které si vyžádalo desetitisíce obětí. Lidé umírali pod troskami budov, následkem požárů i ve vlnách tsunami. Zemětřesení se stalo událostí, díky níž posléze vynikly organizační schopnosti Sebastiãa de Carvalho.
V následujících dnech nechal mnoho mrtvých rychle pohřbít do hromadných hrobů, aby zabránil šíření nákazy. Stalo se tak bez církevních obřadů, čímž se dostal do sporů s představiteli církve i šlechty. Zavedl trest smrti pro ty, kteří rabovali v ruinách. Popraveno bylo 34 lidí. Rozhodl o zahájení přestavby Lisabonu podle moderních vzorů tak, aby město získalo široké bulváry a reprezentativní paláce, a zároveň bylo schopné vydržet případná další zemětřesení.
Otřesu, kterým společnost procházela, využil Carvalho k likvidaci opozice ze strany šlechty. V srpnu 1756 si vynutil dekret, který odsuzoval účastníky údajného spiknutí proti němu, a koncem měsíce provedl malý státní převrat. Státní tajemník Diogo de Mendonca Corte Real byl odsouzen do vyhnanství, jeho další stoupenci byli odesláni do portugalské kolonie Angola.

## První ministr
Z řízení ministerstva zahraničí přešel Carvalho k řízení „záležitostí království“, a stal se tedy de facto předsedou vlády. Stále podněcoval ekonomický rozvoj, pokud se setkával s pasivitou Portugalců, umožňoval podnikání cizincům. Tvrdě přitom potíral nepokoje - když se v únoru 1757 v Portu zvedl odpor vůči Vinařské společnosti horního Doura, bylo pak 30 lidí popraveno.
Za své největší protivníky považoval jezuitský řád a historickou, ekonomicky i politicky silnou vysokou šlechtu. V květnu 1758 obvinil jezuity z řady zločinů, zakázal „kacířská“ hnutí, uvěznil biskupa z Coimbry Manuela de Anunciação.
Dne 3. září 1758 se údajně odehrál atentát na krále na jeho cestě od tajné milenky do jeho tehdejšího sídla v paláci Ajuda. Tuto událost ale Carvalho využil, aby se zbavil svých osobních protivníků z řad vysoké šlechty. Carvalho nechal zatknout a obvinit mj. vévodu de Aveira, markýze Távora a jeho manželku, vévodu Atouguia, hrabata de Óbidos a další šlechtice, ale také několik lisabonských měšťanů a jezuitů. Odsouzení byli krutě mučeni a 13. ledna 1759 byli veřejně popraveni buď vpletením do kola nebo (v případě jezuitů) upálením na hranici. Tato poprava byla zamýšlena jako výstraha jiným příslušníkům vysoké šlechty a duchovenstva, aby se nadále nestavěli proti Carvalhovi.
V červnu 1759 dostali jezuité zákaz zpovídat a kázat. Dne 3. září téhož roku Carvalho vypověděl členy jezuitského řádu z Portugalska a jeho kolonií a veškerý jejich majetek zabavil. Pod nátlakem vlády schválil toto opatření lisabonský kardinál Francisco de Saldanha da Gama. Dne 15. července 1760 byl vyhoštěn z Lisabonu papežský nuncius a vztah země s Vatikánem zcela ochladl. Represe trvaly až do září 1761, kdy proběhla na lisabonském náměstí Rossio další hromadná poprava 57 údajných spiklenců a kacířů, mezi upálenými kacíři byl i významný italský jezuita Gabriel Malagrida.
Přes svou bezohlednost a mimořádně krutý postup vůči svým, často pouze domnělým, odpůrcům a konkurentům se Carvalho zasloužil o zlepšení sociálních poměrů v Portugalsku a některé sociální skupiny díky němu získaly svobodu. V dubnu 1761 královský výnos vyhlásil svobodu brazilských indiánů. V září téhož roku byl zakázán dovoz otroků a otroci v Portugalsku byli prohlášeni za svobodné. Téhož roku provedl Carvalho zásadní reformu státní finanční správy.
V následujících 10 letech pokračovaly reformy mnoha dalších oblastí, mj. zemědělství, kde podporoval větší různorodost pěstovaných plodin, a také rozvoj dobytkářství na úkor převažujícího vinařství, která se projevila mj. likvidací některých vinic a jejich přeměnou na pole nebo pastviny. Důležité byly i reformy práva, jejich podstatou byla centralizace justičního systému, ale také zahraničního obchodu nebo výroby a podnikání.
Carvalho se zaměřil i na modernizaci školství; univerzita v Coimbře byla rozšířena o matematickou a filozofickou fakultu a obdržela nové přístroje pro výuku fyziky, chemie i astronomie. V Coimbře i v Lisabonu byly založeny botanické zahrady. Do Portugalska a jeho kolonií byli zváni odborníci ze zahraničí. Rozvoj se týkal i téměř chybějícího středního školství a také škol základních, i když v jejich případě zatím stále nešlo o zavedení povinné školní docházky - základní vzdělání dětí nádeníků zůstalo svěřeno farářům. V zájmu povznesení hlavního města zakázal zvláštní královský výnos v Lisabonu volné pobíhání prasat.
V únoru 1768 založil Carvalho Královský cenzurní úřad (do té doby byla cenzura výhradně v rukou inkvizice). Dne 16. října 1769 si dal od krále udělit titul markýze z Pombalu. V květnu 1770 země obnovila styky s Vatikánem a opět v ní začal působit papežský nuncius. O tři roky později papež Klement XIV. uznal Pombalovy protijezuitské argumenty a 21. července 1773 zrušil jezuitský řád.
Pombal se během výkonu své funkce stále zaštiťoval autoritou krále. Zákonem z července 1773 nadřadil tuto autoritu veškerému právu, neboť podle tohoto zákona byl král zákonodárce s neomezenou pravomocí a měl být vnímán jako neomylný posel Boží na zemi, který se ze svých činů zodpovídá jen Bohu.

## Závěr života
Pombalovu politickou dráhu ukončila nemoc a posléze smrt krále Josefa I († 24. 2. 1777). Vládu převzala jeho dcera Marie I. Portugalská, s jejímž nástupem se začali do svých úřadů vracet ti, které z nich markýz odstranil. Do své diecéze se např. vrátil biskup Coimbry Manuel de Anunciação, který předtím skončil ve vězení za urážku majestátu.
Po smrti krále propukly demonstrace za odvolání Pombala. Ten 1. března 1777 sám podal královně Marii demisi, které vyhověla o tři dny později. V dalších letech byl obžalován z dlouhé řady zločinů. S přihlédnutím k jeho věku a zdravotnímu stavu mu královna prominula trest smrti. Dne 16. srpna 1781 byl však odsouzen k tomu, aby se nepřibližoval ke královskému dvoru na více než 20 mil, a většina jeho majetku propadla královské koruně a státní finanční správě.
Markýz Pombal zemřel následujícího roku ve věku 82 let.